# Bakhtar Afghan Airlines
Bakhtar Afghan Airlines — бывшая афганская авиакомпания со штаб-квартирой в Кабуле, выполнявшая регулярные и чартерные пассажирские перевозки по аэропортам страны.

## Флот
В августе 2006 года воздушный флот авиакомпании Bakhtar Afghan Airlines составляли следующие самолёты:
- 2 Ан-24[1]